# Flusso elettrico
In elettromagnetismo, il flusso elettrico, o meglio flusso del campo elettrico, è il prodotto scalare tra il vettore campo elettrico e il vettore superficie. Consente una descrizione del campo elettrico, indipendente dalla distanza dalla carica che genera quest'ultimo.
Il campo elettrico {\displaystyle E} può esercitare una forza su una carica elettrica in qualsiasi punto dello spazio. Il campo elettrico è il gradiente del potenziale.
Una carica elettrica, come un singolo elettrone nello spazio, genera intorno a sé un campo elettrico. In forma intuitiva, la carica irradia "linee di forza" del campo elettrico, tangenti in ogni punto al vettore campo elettrico. Queste sono chiamate linee di Gauss. Notare che le linee di campo consentono una rappresentazione grafica dell'intensità, della direzione e del verso del campo: la densità di queste linee è proporzionale all'intensità del campo elettrico (che potrebbe anche essere chiamata densità del flusso elettrico), direzione e verso sono le stesse del campo elettrico. Il flusso elettrico è proporzionale al numero totale di linee di campo elettrico che attraversano una superficie. Se il campo elettrico è uniforme, il flusso elettrico che passa attraverso una superficie dell'area vettoriale {\displaystyle \mathbf {S} } è
{\displaystyle \Phi _{E}=\mathbf {E} \cdot \mathbf {S} =ES\cos \theta ,}
dove {\displaystyle \mathbf {E} } è il campo elettrico (V/m), {\displaystyle E} è la sua ampiezza, {\displaystyle S} è l'area della superficie e {\displaystyle \theta } è l'angolo tra le linee del campo elettrico e la normale (perpendicolare) a {\displaystyle \mathbf {S} }.
Per un campo elettrico non uniforme, il flusso elettrico {\displaystyle {\textrm {d}}\Phi _{E}} attraverso una piccola area superficiale {\displaystyle d\mathbf {S} } è dato da
{\displaystyle {\textrm {d}}\Phi _{E}=\mathbf {E} \cdot {\textrm {d}}\mathbf {S} }
(il campo elettrico, {\displaystyle \mathbf {E} }, moltiplicato per la componente di area perpendicolare al campo). Il flusso elettrico su una superficie {\displaystyle \mathbf {S} } è quindi dato dall'integrale di superficie:
{\displaystyle \Phi _{E}=\iint _{S}\mathbf {E} \cdot {\textrm {d}}\mathbf {S} }
dove {\displaystyle \mathbf {E} } è il campo elettrico ed {\displaystyle d\mathbf {S} } è un'area differenziale sulla superficie chiusa {\displaystyle S} con una normale alla superficie rivolta verso l'esterno che ne definisce la direzione.
Per una superficie gaussiana chiusa, il flusso elettrico è dato da
{\displaystyle \Phi _{\Sigma }(\mathbf {E} )={\frac {1}{\varepsilon _{0}}}\int _{V}\rho (x,y,z)\mathop {\mathrm {d} V} ={\frac {Q_{\text{int}}}{\varepsilon _{0}}}}
dove {\displaystyle \rho } è la densità volumetrica di carica e {\displaystyle \varepsilon _{0}} è la costante dielettrica del vuoto. Nel caso di un mezzo materiale di costante dielettrica qualunque, si avrà {\displaystyle \varepsilon =\varepsilon _{0}\varepsilon _{r}} al posto di {\displaystyle \varepsilon _{0}}
Questa relazione è nota come legge di Gauss per il campo elettrico nella sua forma integrale ed è una delle equazioni di Maxwell.
Mentre il flusso elettrico non è influenzato da cariche che non si trovano all'interno della superficie chiusa, il campo elettrico netto, {\displaystyle \mathbf {E} }, nell'equazione della legge di Gauss, può essere influenzato da cariche che si trovano al di fuori della superficie chiusa. Sebbene la Legge di Gauss valga in generale, è molto utile per i calcoli "manuali" quando esistono alti gradi di simmetria nel campo elettrico. Gli esempi includono la simmetria sferica e cilindrica.
L'unità di misura del flusso elettrico nel SI è il volt per metro (V m) oppure equivalentemente newton per metro quadrato fratto coulomb (N m2 C−1). Ne consegue che l'unità di misura del flusso elettrico espressa in unità base del SI è kg·m3·s−3·A−1.